# Hans Leybold
Hans Leybold (Fráncfort; 2 de abril de 1892 - Itzehoe; 8 de septiembre de 1914) fue un poeta expresionista alemán, cuya pequeña obra fue una gran inspiración para el movimiento dadá, en particular en las obras de su amigo el poeta Hugo Ball. Aunque Leybold murió dos años antes de la aparición del dadaísmo, sus escritos absurdos y sus poemas representan una etapa importante en el desarrollo del movimiento expresionista en Alemania.

## Biografía
Leybold nació en una familia de clase media en Fráncfort del Meno pero creció en Hamburgo (Alemania), donde entre 1899 y 1919 su padre fue director de la fábrica municipal de gas.
Leybold estudió en la escuela secundaria Oberrealschule St. Georg, de la que egresó en 1911. En 1912 fue reclutado en el ejército alemán para un año de servicio militar obligatorio en la guarnición militar de Itzehoe (en el extremo norte de Alemania). Impresionó a sus superiores, que le ofrecieron ingresar en la carrera militar.

## Poeta expresionista
Tomó un permiso de ausencia para asistir a la Universidad de Múnich, donde en el semestre de invierno de 1912/1913 estudió Filosofía, Germanismo e Historia del Arte. Allí conoció a una multitud de poetas y escritores alemanes contemporáneos ―Richard Huelsenbeck, Emmy Hennings, Klabund, Johannes R. Becher y especialmente su amigo Hugo Ball― que en la posguerra encabezarían el movimiento de que se denominaría dadaísmo.
Fue Ball quien interesó a Leybold en el movimiento expresionista y pronto los dos empezaron a producir poesía juntos bajo el seudónimo de Ha Hu Baley. En compañía de estos autores, Leybold experimentó salvajemente con la técnica y las imágenes en su poesía, buscando desarrollar sus habilidades y al mismo tiempo deconstruir la propia poesía, fuertemente influenciado por Alfred Kerr y Friedrich Nietzsche.
Como consecuencia de su experimentación literaria, Leybold descuidó sus estudios y comenzó a editar y a contribuir en revistas expresionistas, como Die Aktion, y su propia revista Revolution ―de la que solo se publicaron cinco números, y a la que publicitaba como «Zehnpfennings-blatt des fortschrittlichen Deutschland» (‘las hojas de avanzada de diez baratijas de Alemania’)― en la que sus colegas publicarían su manifiesto literario.

Tras el fracaso de su revista, a principios de 1914 Leybold viajó a Kiel, donde se hizo amigo de Käte Brodnitz (1884-1971).

## Suicidio
En agosto de 1914 estalló la Primera Guerra Mundial y Leybold fue llamado de inmediato como reservista activo. Menos de un mes después, Leybold resultó gravemente herido durante una operación militar poco antes de Namur.
Fue internado en un hospital de campaña. Tres días después, el 7 de septiembre de 1914, fue trasladado a su regimiento, en la guarnición militar de Itzehoe. Esa noche (la madrugada del 8 de septiembre de 1914) se suicidó por un disparo en la cabeza. Su muerte nunca se explicó completamente, aunque un rumor afirmaba que Leybold tenía sífilis y había renunciado a la supervivencia después de la herida.

## Obra
Hans Leybold publicó en vida unos sesenta artículos y poemas.
Sus obras fueron recolectadas muchos años después de su muerte, ya que en vida no logró publicar un libro de manera independiente. En la actualidad se lo reconoce como una importante influencia tanto en el dadaísmo como en el propio expresionismo alemán.
En 1989 se recopiló un libro con sus poemas, cartas, editoriales y fotografías.